# AAPT Championships 2000 - Qualificazioni doppio
Le qualificazioni del doppio  dell'AAPT Championships 2000 sono state un torneo di tennis preliminare per accedere alla fase finale della manifestazione. I vincitori dell'ultimo turno sono entrati di diritto nel tabellone principale. In caso di ritiro di uno o più giocatori aventi diritto a questi sono subentrati i lucky loser, ossia i giocatori che hanno perso nell'ultimo turno ma che avevano una classifica più alta rispetto agli altri partecipanti che avevano comunque perso nel turno finale.
Le qualificazioni del doppio del torneo AAPT Championships 2000 prevedevano 4 coppie partecipanti di cui una è entrata nel tabellone principale.

## Teste di serie
1. Roger Federer /  Dominik Hrbatý (Qualificati)

1. Joan Balcells /  Kevin Kim (primo turno)

## Qualificati
1. Roger Federer  /   Dominik Hrbatý

## Tabellone

### Legenda
| - Q = Qualificato - WC = Wild card - LL = Lucky loser | - ALT = Alternate - SE = Special Exempt - PR = Protected Ranking | - w/o = Walkover - r = Ritirato - d = Squalificato |

|  | Primo turno | Primo turno                   | Primo turno                   | Primo turno | Primo turno |  |  | Ultimo turno | Ultimo turno                  | Ultimo turno                  | Ultimo turno | Ultimo turno |  |
|  |             |                               |                               |             |             |  |  |              |                               |                               |              |              |  |
|  | 1           | Roger Federer Dominik Hrbatý  | 7                             | 5           | 6           |  |  |              |                               |                               |              |              |  |
|  |             | Tim Crichton Todd Perry       | 6                             | 7           | 3           |  |  | 1            | Roger Federer Dominik Hrbatý  | Roger Federer Dominik Hrbatý  | 6            | 7            |  |
|  |             | Jordan Kerr Domenic Marafiote | Jordan Kerr Domenic Marafiote | 7           | 7           |  |  |              | Jordan Kerr Domenic Marafiote | Jordan Kerr Domenic Marafiote | 3            | 64           |  |
|  | 2           | Joan Balcells Kevin Kim       | Joan Balcells Kevin Kim       | 65          | 5           |  |  |              |                               |                               |              |              |  |